# Roby Carletta
Roby Carletta, all'anagrafe Roberto Carletta (Genova, 9 dicembre 1946), è un cabarettista, comico e attore italiano.

## Biografia

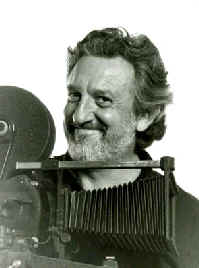
Roby Carletta

Nato a Genova nel 1946, sedicenne si iscrive alla Scuola d'Arte Drammatica "Ermete Zacconi", presso la quale studia dizione e recitazione sotto la guida di Aldo Trabucco. Diplomato in ragioneria, alla morte di Trabucco, il Teatro Stabile di Genova bandisce un concorso per accedere alla neonata accademia di recitzione, a cui Roby Carletta viene ammesso sotto la direzione dei registi Luigi Squarzina e Ivo Chiesa. Assunto da una compagnia di assicurazioni nazionale per la quale si occupa di relazioni pubbliche, nel frattempo si iscrive alla SIAE e inizia la carriera di cabarettista, debuttando prima come imitatore negli anni settanta e ottanta, e poi coi propri spettacoli sul territorio nazionale e in particolare nel nord Italia.
Quando a Genova nasce il Club Instabile diretto da Pierluigi Delucchi Dagnino, Carletta vi inizia una lunga militanza, esibendosi spesso in coppia con Carlo Pistarino. Fra gli anni Ottanta e Novanta è animatore sulle navi da crociera. Su una di queste conosce il giornalista gastronomo Vincenzo Buonassisi, col quale inizia una tournée come cabarettista enogastronomico alle maggiori manifestazioni italiane gastronomiche come il Vinitaly e il Bibe, e collaborando anche con Vito Elio Petrucci Presenta il suo spettacolo anche all'Hotel Sheraton di Roma e alla Fiera di Milano.
Finalista al Festival del Cabaret di Loano cabaret con una giuria formata da Maurizio Costanzo, Walter Chiari e altri, inizia la carriera televisiva partecipando a trasmissioni su Odeon TV (Barzellette) e Italia 7 (Colpo grosso), e come ospite di Mike Bongiorno a Superflash su Canale 5. Sulla Raitre è autore televisivo e interprete delle trasmissioni Cellophane, Gran Tour e Martin Pescatore. Fra gli anni '90 e 2000 partecipa a varie trasmissioni televisive nazionali fra le quali Estatissima Sprint, con dieci puntate su Canale 5 a fianco del Gabibbo, e sulla stessa emittente è nel cast de La sai l'ultima?, a fianco di Pippo Franco.
In occasione dell'America's Cup del 1983 pubblica il disco È Azzurra, mentre per l'Expo del 1992 pubblica il CD Colombo voleva trovare l'America in cui presta la voce alla mascotte ufficiale della manifestazione, il Gatto Cristoforo.
Nel 2001 i fratelli Carlo ed Enrico Vanzina lo scelgono nel cast di South Kensington con Rupert Everett, Elle Macpherson ed Enrico Brignano. Nella stagione 2004 è nel cast di In questo mondo di ladri, con Carlo Buccirosso, Ricky Tognazzi, Valeria Marini, Leo Gullotta e altri.
Nel 2008, presenta lo spettacolo Viva la vita con il Gabibbo, Luca e Paolo, Vittorio De Scalzi, la Compagnia goliardica Mario Baistrocchi, Roberta Cara e Federico Galliano al Teatro Stabile di Genova.
Pubblica anche alcuni libri, fra i quali Ridiamoci giù (1998), col quale vince il 51º Salone Internazionale dell'Umorismo patrocinato dal Consiglio d'Europa; Genovesi. Quelli del belandi (2002); Genovesi. Guida ai migliori difetti e alle peggiori virtù (2007); Ricordati di me (2014).
Negli anni 2010 Pupi Avati lo sceglie per una serie di film, fra i quali: Una sconfinata giovinezza del 2010 con Francesca Neri e Fabrizio Bentivoglio, Il cuore grande delle ragazze  del 2011 con Micaela Ramazzotti, Gianni Cavina e Cesare Cremonini, e Un ragazzo d'oro con Riccardo Scamarcio e Cristiana Capotondi nel 2014. Nel 2011 prende parte al II Expo delle Associazioni, con Maria Terrile Vietz, Franco Bampi, i Buio Pesto e altri.
Premiato alla carriera con il Premio Città di Genova e il Premio Regionale Ligure, nel maggio 1996 è stato insignito dell'onorificenza di commendatore della Repubblica Italiana, e nel 2001 di commendatore del Sovrano Militare Ordine di Malta. È stato anche docente di recitazione comica.

## Filmografia

### Cinema
- South Kensington, regia di Carlo Vanzina (2001)
- In questo mondo di ladri, regia di Carlo Vanzina (2004)
- Una sconfinata giovinezza, regia di Pupi Avati (2010)
- Il cuore grande delle ragazze, regia di Pupi Avati (2011)
- Un ragazzo d'oro, regia di Pupi Avati (2014)

## Opere

### Libri
- Roby Carletta, Ridiamoci giù. Battutario di Roby Carletta, De Ferrari Editore, 1998, ISBN 9788871721347.
- Roby Carletta, Genovesi. Quelli del belandi, Edizioni Sonda, 2002, ISBN 887106335X.
- Roby Carletta, Genovesi. Guida ai migliori difetti e alle peggiori virtù, Sonda, 2007, ISBN 9788871064994.
- Roby Carletta, Ricordati di me, Liberodiscrivere, 2014, ISBN 9788873884828.

### Dischi
- Il gatto Cristoforo, Io vado a Genvova, DigIt International, 1992. DCD 10044